# Pseudorucentra sybroides
Pseudorucentra sybroides är en skalbaggsart som beskrevs av Stefan von Breuning 1948. Pseudorucentra sybroides ingår i släktet Pseudorucentra och familjen långhorningar. Inga underarter finns listade i Catalogue of Life.